# سطح تحلیل
سطح تحلیل (انگلیسی: Level of analysis) در علوم اجتماعی به لایه‌های مختلف بررسی پدیده‌های اجتماعی اشاره دارد که محققان برای مطالعه سیستم‌های پیچیده انسانی به کار می‌برند. این مفهوم اولین بار توسط کنت والتز در کتاب «نظریه سیاست بین‌الملل» (۱۹۵۹) به صورت نظام‌مند مطرح شد.

## سطوح تحلیل در علوم اجتماعی
| سطح   | واحد تحلیل                | مثال              |
| ----- | ------------------------- | ----------------- |
| خرد   | افراد، تعاملات چهره‌به‌چهره | کنش متقابل نمادین |
| میانی | گروه‌ها، سازمان‌ها          | شبکه‌های اجتماعی   |
| کلان  | نظام‌های اجتماعی کلی       | ساختارگرایی       |

## سلسله مراتب در علوم سیاسی
در علوم سیاسی سطوح تحلیل به طور کلی در سه رده فرد، دولت، و روابط بین‌الملل تعریف می‌شوند. سطوح تحلیل به فهم اثر هرکدام بر دیگری با استفاده از قدرت سیاسی کمک می‌کند. معمولاً قدرت مفهومی است که این سطوح تحلیل را به هم مربوط می‌سازد.

## کاربرد در روش‌شناسی تحقیق
انتخاب سطح تحلیل تأثیر مستقیمی بر:
- واحد مشاهده
- روش نمونه‌گیری
- اعتبار بیرونی یافته‌ها

دارد. مشکل مغالطه بوم‌شناختی زمانی رخ می‌دهد که یافته‌های یک سطح به سطح دیگر تعمیم داده شود.

## انتقادات و چالش‌ها
- مشکل تقلیل‌گرایی در تحلیل‌های خرد
- غفلت از کنشگران فردی در تحلیل‌های کلان
- دشواری ترکیب سطوح مختلف تحلیل[۳]